# Менза
Менза́ (Минжийн-Гол) — река в Монголии и России, левый приток реки Чикой. Длина реки — 337 км. Площадь водосборного бассейна — 13800 км².

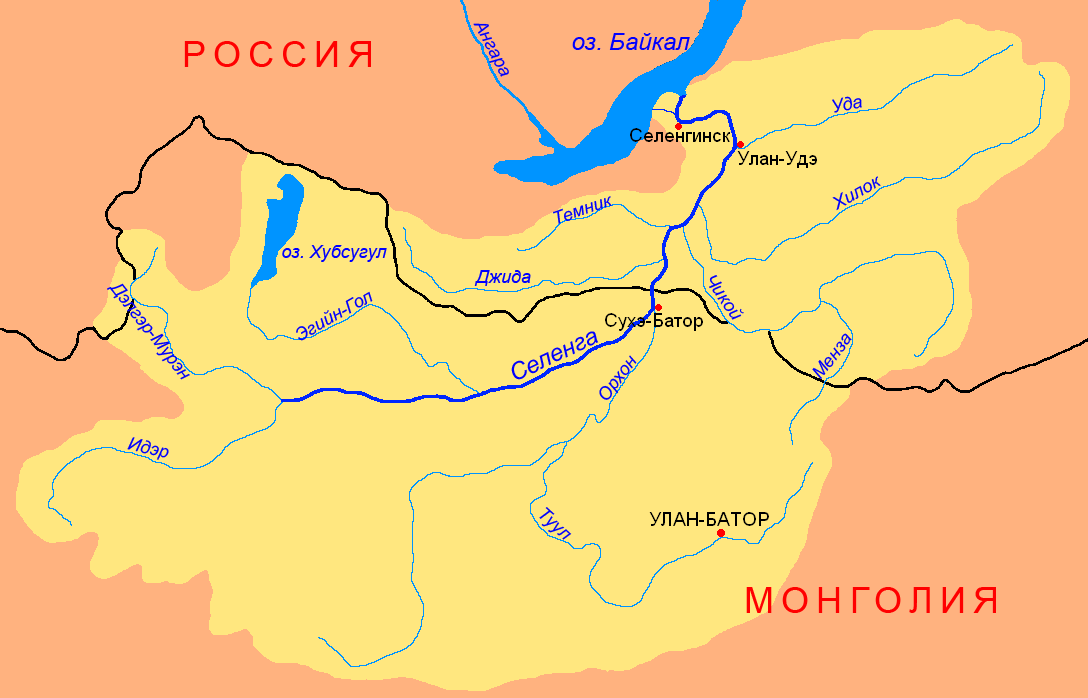
Бассейн Селенги и Чикой с притоком Менза.

Зарождается на северном склоне хребта Бага-Хэнтэй (МНР), протекает по территории Забайкальского края и Монголии. В Монголии реку называют Миндж-Гол. Среднегодовой расход воды — 89 м³/с. Дно песчано-галечное.
Ледяной покров обычно устанавливается на реке в середине ноября, разрушается в конце апреля. Продолжительность ледостава 145—180 дней. Толщина льда зимой достигает 130 см.
Питание преимущественно дождевое.
Обитают такие рыбы как: таймень, ленок, хариус, сом, налим, окунь.
В Усть-Мензинском урочище, при впадении реки Менза в реку Чикой, в Красночикойском районе находится комплекс археологических памятников Усть-Менза, открытый Чикойской археологической экспедицией, где покойников укладывали набок в соответствии с контуром небольшой круглой ямы диаметром меньше метра, а само тело засыпано охрой.

## Притоки
Притоки реки (от истока): Ара-Миндж-Гол (п), Ара-Матах-Гол (л), Бага-Эхэн-Гол (п), Их-Эхэн-Гол (п), Арцатын-Гол (л), Мандах-Гол (п), Увэр-Джаргалантын-Гол (л), Саринла-Гол (л), Ар-Тугряг-Гол (п), Нартайн-Гол (л), Бага-Хурэ-Гол (п), Хурэ-Гол (п), Сэнджтэйн-Гол (л), Их-Улэнтэйн-Гол (л), Дзахарын-Гол (п), Унгэлджийн-Гол (п), Их-Цухлаг-Гол (л), Нарт-Гол (п), Дунд-Цухлаг-Гол (л), Бага-Цухлаг-Гол (л), Намт-Гол (п), российско-монгольская граница, Хацура (Гачуртын-Гол) (п), Харадель (л), Токуй (л), Верхний Кумыр (п), Батухан (л), Нижний Кумыр (п), Арангар (п), Дуренка (л), Хара-Нор (л), Заречный-Хара-Нор (п), Белая (л), Шонуй (л), Солонцевая (л), Ямная (л), Менжикен (п), Дакитуй (п), Южная Расторгуиха (л), Большая (п), Буркал (п), Алтан (п), Южная Алтанка (л), Пашиха (л), Верхняя Еловка (л), Нижняя Еловка (л), Домовая (п), Петрухина (п), Дончиха (л), Кирпичиха (п), Верхние Сестры (л), Восточная Еловка (п), Костручиха (л), Тараниха (л), Худая (п), впадает в Чикой.